# Archanděl Gabriel z Nedvědic
Pozdně gotická socha Archanděla Gabriela je ukázkou kvalitní hornorakouské řezbářské produkce navazující na dílo Nicolause Gerhaerta van Leyden. Je vystavena ve stálé expozici Alšovy jihočeské galerie v Hluboké nad Vltavou.

## Historie
Socha anděla pochází z let 1495–1500, údajně z Nedvědic u Soběslavi. Tamější kostel sv. Mikuláše je raně gotická stavba ze 13. století. V patnáctém století byla obec v držení Rožmberků, později patřila pod město Tábor. Roku 1946 sochu zakoupilo Městské muzeum v Českých Budějovicích ze soukromé sbírky J. Starhoně a roku 1953 byla převedena do sbírek Alšovy jihočeské galerie v Hluboké nad Vltavou.

## Popis a zařazení
Plná socha z lipového dřeva o výšce 80 cm, určená pro pohled ze všech stran, se zbytky původní modré polychromie a zlacení. Přední část podstavce je poškozena, obě předloktí a křídla anděla chybí. Restaurovali František Kotrba (1947) a Bohuslav Slánský (1956).
Postava stojícího anděla se šroubovitě stáčí a hlavu sklání vlevo, směrem k předpokládané klečící či sedící soše Marie. Socha má jemně modelovanou tvář s dlouhými kučeravými vlasy sepnutými stočeným páskem nad čelem. Pluviál, který má přehozený přes levou ruku, je na zádech doplněn kápí s třapcem. V drapérii převažují hluboce probrané negativní tvary a vytvářejí kontrasty světel a stínů. Spodní šat je pod hrudí podkasaný, s nízkým stojacím límečkem a přes prsa překříženou štólou. Dopředu směřující levá ruka, která nyní chybí, měla dobře promodelovanou dlaň a prsty. Celkové pojetí sochy rozvinuté do šíře a větší měkkost a malebnost je charakteristické pro pozdní gotiku kolem roku 1500. Způsob otevření hmoty i typ obličeje nese rysy vlivu Gerhaerta van Leyden, které do Čech zprostředkoval zřejmě Pasov.,
Archanděl Gabriel byl součástí výjevu Zvěstování Panně Marii. Socha Panny Marie, která se nachází ve sbírce Národní galerie v Praze, mohla pocházet ze stejné dílny, ale nelze určit zda tvořila protějšek sochy anděla. Za autora je považován jeden z řezbářů, kteří se podíleli na zhotovení Kefermarktského oltáře. V literatuře je označován jako Mistr Schongauerovského oltáříku a hypoteticky byl identifikován s Dieboldem Böserem, činným kolem roku 1500 v Pasově.